# 石井武
石井 武（いしい たけし、1969年6月10日 - ）は、日本の実業家。株式会社オルトプラス創業者・代表取締役CEO。

## 人物・来歴
栃木県足利市出身。東京経済大学経営学部卒業。大学で学んだ経営学を活かすため、ベンチャーキャピタリストになろうと考え、卒業後はベンチャーキャピタルの国際ファイナンスで9年間働いた。
2000年元気経営企画室長。2005年元気取締役、元気モバイル取締役。同年アミューズキャピタルグループ経営企画室長。同年AQインタラクティブ公開準備室長。2006年AQインタラクティブ経営企画室長。2007年AQインタラクティブ執行役員経営企画・IR部門担当兼経営企画室長。2009年AQインタラクティブ執行役員ネットワークコンテンツ事業部長。
2010年オルトプラス設立、代表取締役CEO就任。2015年高知県観光特使。